# Карасу (Казталовський район)
Карасу́ (каз. Қарасу) — село у складі Казталовського району Західноказахстанської області Казахстану. Адміністративний центр Карасуський сільського округу.
Населення — 739 осіб (2021; 885 у 2009, 1118 у 1999, 1467 у 1989).